# Żądza krwi (film)
Żądza krwi (ang. Out for blood lub Vampires: Out for Blood) – amerykański horror z roku 2004. Film ten znany jest też w Polsce pod tytułem Wampiry. Żądza krwi.

## Treść
Doświadczony policjant podejmuje rutynowe śledztwo w sprawie zaginięcia studentki Layli Simmons. Gdy odnajduje Laylę w jednym z klubów Hollywood, orientuje się, że sprawa na pewno nie będzie rutynowa. Wszystko wskazuje na to, że Layla stała się wampirzycą i należy do gangu podobnych jej wampirów.

## Obsada
- Kevin Dillon – Hank Holten
- Vanessa Angel – Susan Hastings
- Lance Henriksen – kapitan John Billings
- Jodi Lyn O’Keefe – Layla Simmons
- Ismail Kanater – przywódca wampirów
- Diana Terranova – wampir
- Nick Stellate – ochroniarz
- Rob Tepper – Junkie
- Jim Ortlieb – doktor Blake
- Alex McArthur – Jake Vincent
- Jody Hart – policjant